# تپه سیمینه سفلی
تپه سیمینه سفلی مربوط به دوره اشکانیان است و در شهرستان کرمانشاه، بخش ماهیدشت، دهستان ماهیدشت، جنوب روستای سیمینهٔ سفلی واقع شده و این اثر در تاریخ ۷ اسفند ۱۳۸۶ با شمارهٔ ثبت ۲۱۷۲۲ به‌عنوان یکی از آثار ملی ایران به ثبت رسیده است.